# Ghenadie Popescu
Gheorghe Popescu, szerzetesi néven Ghenadie Popescu (Murány, 1808. április 17. – Bukarest, 1876. január 27.) görögkeleti vallású szerzetes.

## Élete
Jogi tanulmányait Budapesten, a teológiát Aradon végezte. Korán belépett a magyarországi óhitű szent Bazil-zárdába Hodos-Bodrogon (Arad megye); nemsokára protosyncel és az aradi szemináriumban töltött hét évi tanárkodás után, 1849-ben az említett zárda főnöke lett. Az 1850-es években a görögkeleti egyházban mozgalom indult meg, hogy külön váljék a görögkeleti román és görögkeleti szerb nyelvűre; ezen mozgalomban nagy része volt neki, akit az 1852-ben tartott kongresszusra azért küldött ki az aradi egyházmegye, – mely tisztán román lakta vidékre terjedt, – hogy román származású püspököt kapjon; ezen lépése azonban a karlócai patriarchátus tetszését nem nyerte meg és ezért egy szerémségi szerb zárdába internálták. 1853-ban zárdai börtönéből kiszabadult és a budapesti görög-román templon parókusa lett; majd Grigore Ghica herceg felhívásának engedve; a Neamtzu zárdában felállított szeminárium igazgatását vállalta el. Később a bukaresti központi szeminárium igazgatója lett és archimandrita rangot nyert.
Cikkeket írt a szerbek és románok különválásáról egyházi szempontból a pesti Concordiába, Federatuneába, a nagyszebeni Telegraful Romanba és más lapokba is.